# Ахвердов, Николай Александрович

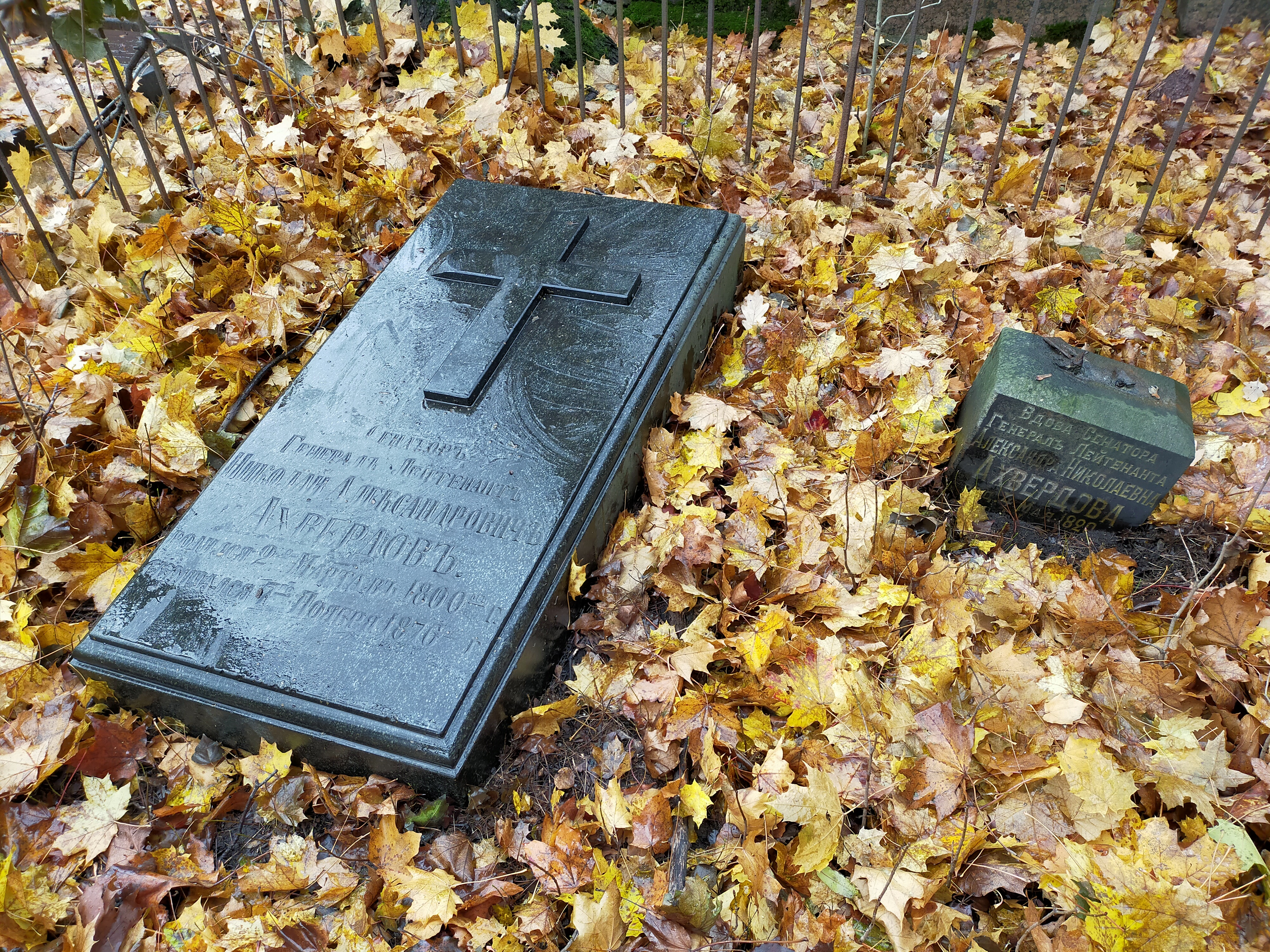
Могилы Н. А. Ахвердова и его супруги, Волковское православное кладбище

Никола́й Алекса́ндрович Ахве́рдов (груз. ნიკოლოზ ალექსანდრეს ძე  ახვერდაშვილი; 1800—1876) — военный и государственный деятель Российской империи, генерал-лейтенант из армяно-грузинского рода Ахвердовых, Смоленский военный губернатор, сенатор.

## Биография
Родился 2 (14) марта 1800 года в Наурской станице на Кавказе.
Оставшись, по смерти отца, Александра Исаевича Ахвердова, бывшего командира Кабардинского полка, в восемь лет поступил на попечение своего дяди — Фёдора Исаевича.
Определён в 1809 году в Пажеский корпус, откуда 23 марта 1818 года выпущен прапорщиком в Северский конно-егерский полк.
Приняв участие в персидском походе 1826—1828 годов, находился во многих делах против противника, причем получил за отличия в сражениях: под Елизаветполем — орден Св. Анны 4-й степени, при Джаван-Булахе — золотую шпагу с надписью «За храбрость» и за взятие Тавриза — орден Св. Владимира 4-й степени с бантом. Также за эту войну он имел орден Св. Анны 3-й степени с бантом.
17 декабря 1828 года поступил адъютантом к начальнику 20-й пехотной дивизии, генералу Афанасию Красовскому, и, оставаясь при нём, совершил два похода: против турок в 1829 году и в Польшу в 1831 году. За участие в военных действиях, в числе наград, был переведён в Лейб-гвардии в Павловский полк (1829), а вслед за тем в Лейб-гвардии в Московский полк (1830). Также он был награждён знаком Virtuti Militari 4-й степени.
Получив чин полковника, 6 декабря 1832 года был зачислен в Селенгинский пехотный полк; месяц спустя при командирован к Образцовому полку и 4 мая 1834 года получил в командование Московский пехотный полк. После этого с 18 ноября 1836 года по февраль 1839 года находился в отпуске. По возвращении на службу, был прикомандирован к штабу Отдельного Корпуса жандармов; в 1840 году принял должность жандармского штаб-офицера Смоленской губернии.
С 6 декабря 1844 года, в чине в генерал-майора, состоял при шефе жандармов для особых поручений и в числе последних руководил многими следствиями по важным преступлениям.
В 1848 году вступил во временное заведование 7-м округом корпуса жандармов и 23 апреля 1850 года получил орден Св. Станислава 1-й степени; 2 июня 1852 года был назначен военным губернатором Смоленска, а 27 февраля 1859 года — сенатором, получив за это время награды: 5 июня 1855 года — орден св. Анны 1-й степени с мечами, 30 августа того же года — чин генерал-лейтенанта и 3 сентября 1858 года орден Св. Владимира 2-й степени с мечами. В числе орденов Николай Ахвердов имел орден Св. Георгия 4-й степени, полученный им 3 декабря 1839 года за беспорочную выслугу 25 лет в офицерских чинах (№ 5966 по кавалерскому списку Григоровича — Степанова) и орден Белого орла (1867 год). 30 августа 1855 года произведён в генерал-лейтенанты. Также Ахвердов имел персидский орден Льва и Солнца 2-й степени с алмазами. В сенате Ахвердов был присутствующим в Департаменте Герольдии.
Скончался 7 (19) ноября 1876 года в Санкт-Петербурге и был похоронен на Волковском православном кладбище (могила сохранилась).

## Семья
Первая жена — Юлия Ивановна Муханова. Их дети:
- Екатерина (09.11.1838—06.01.1860)
- Николай (15.10.1840—?)
- Константин (25.12.1841—29.06.1848)
- Аркадий (16.04.1845—11.04.1849)
- Елизавета (26.04.1846[6]—?)
- Владимир (30.05.1847—24.02.1908), генерал-майор; похоронен вместе с родителями
- Юрий (23.07.1850—?)
- Нина (в браке Шмит; 08.11.1851—20.06.1889)
- Вера (17.09.1858—18.01.1860)

Второй раз он женился 9 сентября 1862 года на дочери коллежского секретаря Александре Николаевне Яновой (04.05.1820—05.07.1905).